# Deutschsprachige Kochrezepttexte des Spätmittelalters
Deutschsprachige Kochrezepttexte des Spätmittelalters (ca. 1250 bis 1500) weisen von modernen Kochrezepten und Kochbüchern abweichende strukturelle Eigenheiten auf. Kochrezepttexte waren in den handschriftlichen Textsammlungen selten zu klar erkennbaren Untergruppen zusammengefasst und die Zutaten waren nicht in einer Liste den Zubereitungshinweisen vorangestellt; das unterscheidet sie von modernen Kochbüchern.
Der Gedanke des unmittelbaren Gebrauchs steht bei dieser Textgattung nicht im Vordergrund: Die mündlichen Überlieferungen wurden eher zu archivalischen Zwecken aufgezeichnet. Der Begriff Rezept hat sich in seiner heutigen Bedeutung als Kochanweisung erst im 18. Jahrhundert einbürgert; er geht zurück auf das Rezept des Arztes. Das Rezept war gewissermaßen die Anweisung oder Anleitung für den Apotheker, welches Medikament dem Patienten ausgehändigt werden sollte.

„Das Buoch von guoter Spise“, Erste Seite

## Verfasser und Nutzer
Für das Spätmittelalter ist weitgehend unbekannt, von wem die Kochrezepttexte gesammelt, unter Umständen zu einem ganzen „Buch“ zusammenstellt und für wen sie geschrieben wurden; Angaben zu Autoren oder Auftraggebern sind selten, Zuschreibungen nicht immer verlässlich.
Im Buoch von guoter spîse, der ältesten deutschsprachigen mittelalterlichen Sammlung von Kochrezepttexten, wird eine gereimte Einleitung vorangestellt, die unerfahrene, aber gewillte Köche als Zielpublikum wahrscheinlich erscheinen lässt.
Das Publikum war sicher nicht in der breiten Allgemeinheit, sondern vielmehr in Fachkreisen zu finden. Da spätmittelalterliche Kochrezepttexte fast ausschließlich kostspielige Zutaten und Gewürze enthielten, ist anzunehmen, dass zunächst Adelige angesprochen werden sollten. Die Annäherung an ein nichtadliges Publikum erfolgte erstmals durch ein handschriftliches, im 15. Jahrhundert in Innsbruck entstandenes  Kochbuch, das in einer deutsch-lateinischen Sammelhandschrift medizinischer Texte überliefert ist. Als Verfasser von Kochrezepttexten treten oftmals Mediziner in Erscheinung.
Doch auch Köche trugen zur Verschriftlichung der von ihnen bislang nur mündlich weitergegebenen Kochrezepttexte bei. Ob diese Köche schreibkundig waren, ist nicht bekannt. Man darf aber wohl davon  ausgehen, dass mindestens bis ins 16. Jahrhundert hinein Köche auf die Hilfe von Schreibkundigen angewiesen waren, um die mündlich überlieferten Anweisungen niederschreiben zu lassen.

## Überlieferungslage
Bekannt sind bislang 57 Handschriften, in denen sich Sammlungen von Kochrezepttexten befinden.
Kochrezepttexte sind fast ausschließlich in Sammelhandschriften zusammen mit medizinischen, technischen und ökonomischen Fachtexten überliefert. Das erste gedruckte deutschsprachige Kochbuch, die Küchenmeisterei, erschien erstmals in Nürnberg im Jahr 1485 und wurde mit nur kleinen Änderungen über 200 Jahre lang nachgedruckt.

## Struktur
Die ersten Sammlungen von Kochrezepttexten folgten nur marginal einer inneren Logik oder Struktur, die Texte wurden eher willkürlich aneinandergereiht. Sie waren zumeist in Prosa verfasst, da sie als Gebrauchshandschriften verwendet wurden. Gelegentlich lassen sich aber noch Spuren von Reimen erkennen. Die Texte sind meist in einer Bastarda geschrieben.Je weiter das Mittelalter voranschritt, desto geordneter wurden die Sammlungen und der handschriftliche Vorgänger der Küchenmeisterei enthielt zum ersten Mal ein Inhaltsverzeichnis.
Spätmittelalterliche Sammlungen unterscheiden sich von heutigen Kochbüchern insofern, als die Kochrezepttexte, wenn überhaupt, dann nur lose zu Untergruppen zusammengefasst sind, jedoch keiner stringenten  Ordnung folgen. Jeder einzelne Kochrezepttext ist in drei Teile gegliedert: eine Art Überschrift, dann die Kochanweisung und abschließend eine Servieranweisung beziehungsweise ein Serviervorschlag.
Für das Buoch von guoter spîse gilt diese Dreigliederung jedoch nicht, hier sind lediglich die Überschriften in roter Tinte geschrieben.
Dennoch ist eine Gliederungsfunktion der Überschriften zu erkennen: Sie trennen die einzelnen Kochrezepttexte voneinander. Kochrezepttexte konnten aus Platzmangel am Rande sowie am oberen und unteren Ende einer Seite eingetragen oder aber als eigenständiger Text dennoch platzsparend geschrieben worden sein, wobei das die Ausnahme war.